# Paul Gerken
Paul Gerken, né le 15 mars 1950 à East Norwalk, est un ancien joueur de tennis américain.
Il a atteint les huitièmes de finale des Internationaux de France en 1973.

## Palmarès

### Finales en simple (2)
| No | Date       | Nom et lieu du tournoi                | Catégorie  | Dotation | Surface    | Vainqueur     | Score    |  |
| -- | ---------- | ------------------------------------- | ---------- | -------- | ---------- | ------------- | -------- |  |
| 1  | 05-02-1973 | Utah International, Salt Lake City    | Grand Prix | NC $     | Dur (int.) | Jimmy Connors | 6-1, 6-2 |  |
| 2  | 12-02-1973 | Tournoi de tennis de Calgary, Calgary |            | 17 500 $ | NC         | Ilie Năstase  | 6-4, 7-6 |  |

### Finales en double (4)
| No | Date       | Nom et lieu du tournoi                   | Catégorie       | Dotation | Surface         | Vainqueurs                   | Partenaire      | Score           |  |
| -- | ---------- | ---------------------------------------- | --------------- | -------- | --------------- | ---------------------------- | --------------- | --------------- |  |
| 1  | 31-07-1972 | Western Tennis Championships Cincinnati  | GP World Series | 42 500 $ | Terre (ext.)    | Bob Hewitt Frew McMillan     | Humphrey Hose   | 7-6, 6-4        |  |
| 2  | 03-01-1973 | Baltimore WCT Baltimore                  |                 | NC $     | Moquette (int.) | Jimmy Connors Clark Graebner | Sandy Mayer     | 3-6, 6-2, 6-3   |  |
| 3  | 29-10-1973 | Tournoi de tennis de Hong Kong Hong Kong |                 | NC $     | Dur (ext.)      | Colin Dibley Rod Laver       | Brian Gottfried | 6-3, 5-7, 17-15 |  |
| 4  | 28-01-1975 | Tournoi de tennis de Dayton Dayton       |                 | 30 000 $ | Moquette (int.) | Ray Ruffels Allan Stone      | Brian Gottfried | 7-6, 7-5        |  |